# Europa Cup (korfbal) 2020
De Europacup korfbal 2020 was de 35e editie van dit internationale zaalkorfbaltoernooi. De speellocatie was Boedapest, Hongarije. Het toernooi werd gehouden van 9 t/m 11 januari 2020.
Het deelnemersveld bestond uit de zaalkampioenen uit Nederland, België, Duitsland, Engeland, Hongarije en Portugal. De twee laatste deelnemerstickets gingen naar de 2 winnaars van de voorrondes die van 13 t/m 15 september 2019 gespeeld werd in Saint-Etienne. Dit werden KCC České Budějovice  en KC Barcelona.

## Deelnemers

### Poule A
| Club                    | Plaats           | Poule |
| ----------------------- | ---------------- | ----- |
| Fortuna/Delta Logistiek | Delft            | A     |
| NC Benfica              | Lissabon         | A     |
| KCC České Budějovice    | České Budějovice | A     |
| KC Barcelona            | Barcelona        | A     |

### Poule B
| Club          | Plaats            | Poule |
| ------------- | ----------------- | ----- |
| Kwik          | Antwerpen         | B     |
| SG Pegasus    | Bergisch Gladbach | B     |
| SZAC Budapest | Boedapest         | B     |
| Trojans KC    | Croydon           | B     |

## Speelschema

### Poulefase - Donderdag 9 januari 2020
| Tijd      | Thuisploeg       |   | Uitploeg         | Uitslag |
| --------- | ---------------- | - | ---------------- | ------- |
| 09.30 uur | Trojans          | - | Pegasus          | 15-16   |
| 10.50 uur | Benfica          | - | České Budějovice | 16-5    |
| 12.10 uur | Barcelona        | - | Fortuna          | 10-32   |
| 13.30 uur | SZAC Budapest    | - | Kwik             | 11-22   |
| 16.00 uur | České Budějovice | - | Fortuna          | 10-31   |
| 17.20 uur | SZAC Budapest    | - | Trojans          | 17-20   |
| 19.00 uur | Barcelona        | - | Benfica          | 15-21   |
| 20.20 uur | Pegasus          | - | Kwik             | 11-17   |

### Poulefase - Vrijdag 10 januari 2020
| Tijd      | Thuisploeg       |   | Uitploeg  | Uitslag |
| --------- | ---------------- | - | --------- | ------- |
| 09.30 uur | České Budějovice | - | Barcelona | 10-20   |
| 10.50 uur | SZAC Budapest    | - | Pegasus   | 7-12    |
| 12.10 uur | Fortuna          | - | Benfica   | 23-9    |
| 13.30 uur | Kwik             | - | Trojans   | 19-17   |

### Play-offs - Vrijdag 10 januari + Zaterdag 11 januari 2020
|  | halve finale | halve finale |  |      | finale  | finale |
|  |              |              |  |      |         |        |
|  |              |              |  |      |         |        |
|  | Fortuna      | 22           |  |      |         |        |
|  | Pegasus      | 8            |  |      |         |        |
|  |              |              |  |      | Fortuna | 34     |
|  |              |              |  | Kwik | 18      |        |
|  | Benfica      | 11           |  |      |         |        |
|  | Kwik         | 12           |  |      |         |        |

| Kampioen EuropaCup 2020             |
| ----------------------------------- |
| Fortuna/Delta Logistiek Derde titel |

## Eindklassement
| Positie | Club             |
| ------- | ---------------- |
| Goud    | Fortuna          |
| Zilver  | Kwik             |
| Brons   | Pegasus          |
| 4       | Benfica          |
| 5       | Trojans          |
| 6       | SZAC Budapest    |
| 7       | Barcelona        |
| 8       | České Budějovice |